# Despotado de Tesalónica
El Despotado de Tesalónica (en griego: Δεσποτάτο της Θεσσαλονίκης, romanizado: Despotâton toû Thessaloníkis) es un término historiográfico utilizado para referirse a un estado griego bizantino con sede en la ciudad de Tesalónica, vigente intermitentemente entre 1242 y 1423. En un principio fue un principado vasallo del Imperio de Nicea después de la degradación del título imperial que ostentaban sus gobernantes desde la fundación del Imperio de Tesalónica en 1224. A lo largo de su historia estuvo gobernado por miembros de la familia Comneno Ducas y posteriormente por la dinastía Paleólogo, hasta que fue vendida a la República de Venecia en 1423.

## Antecedentes
El Imperio de Tesalónica, que fue fundado por Teodoro Comneno Ducas en 1224, perdió gran parte de su poder luego de la derrota ante el Imperio búlgaro en la batalla de Klokotnitsa en 1230. Después de un periodo de inestabilidad, el emperador de Nicea Juan III Ducas Vatatzés presionó en 1242 para que Juan Comneno Ducas, hijo de Teodoro, renunciara al título imperial bizantino. Su hermano Demetrio Comneno Ducas fue instalado como déspota bajo la soberanía nicena.

## Gobierno de Demetrio, integración a Nicea y posteriormente a Bizancio
El breve gobierno de Demetrio estuvo marcado por su impopularidad entre la aristocracia local. En 1246, durante una campaña de Juan III en Macedonia, facciones internas entregaron la ciudad sin resistencia al Imperio de Nicea, lo que puso fin a la primera etapa del Despotado. Después de la reconquista de Constantinopla en 1261, Tesalónica recuperó su importancia como segunda ciudad del Imperio bizantino y fue administrada por miembros de la familia imperial o altos dignatarios.
Sin embargo, la ciudad sufrió graves crisis políticas y militares durante el siglo XIV; entre 1342 y 1349, la revuelta de los zelotes expulsó a la aristocracia y estableció un régimen popular. Así mismo, en 1387, la ciudad cayó en manos de los otomanos y permaneció bajo su control hasta 1402. La derrota otomana ante Tamerlán en la batalla de Ankara permitió al Imperio bizantino recuperar Tesalónica por el Tratado de Galípoli en 1403. El emperador Manuel II Paleólogo la otorgó como feudo hereditario a su sobrino Juan VII Paleólogo, pero que también utilizó el título de emperador.

## Gobierno de Andrónico Paleólogo

Mapa del Despotado de Tesalónica en 1410.

Después de la muerte de Juan VII en 1408, Manuel II nombró a su hijo Andrónico Paleólogo como déspota de Tesalónica. Debido a su corta edad, la regencia fue ejercida por el general Demetrio Láscaris Leontario hasta aproximadamente 1415/1416. El gobierno de Andrónico coincidió con una etapa de creciente presión otomana, por lo que entre 1422 y 1423, Tesalónica sufrió un prolongado bloqueo, al mismo tiempo que Constantinopla era sitiada. Enfermo y con recursos limitados, el déspota inició negociaciones con la República de Venecia para ceder la ciudad a cambio de protección.
El sometimiento a los venecianos se concretó en 1423, pese a la oposición de parte de la población ortodoxa y del clero, y marcó el inicio de la guerra turco-veneciana (1423–1430). Andrónico abandonó la ciudad, y su destino posterior es incierto: algunas fuentes afirman que murió como monje en Constantinopla o en el Monte Athos, mientras que otras lo sitúan en un viaje hacia Venecia.

## Consecuencias
La administración veneciana no logró defender la ciudad. En 1430, el sultán otomano Murad II tomó Tesalónica tras un asedio breve, incorporándose definitivamente al Imperio otomano, donde permaneció hasta 1912.